# 洪州镇
洪州镇，是中华人民共和国贵州省黔东南苗族侗族自治州黎平县下辖的一个乡镇级行政单位。

## 行政区划
洪州镇下辖以下地区：
洪州社区、洪州村、包寨村、岩寨村、潭洞村、下温村、江口村、仰冲村、侗村、小寨村、草坪村、阳朝村、仁里村、菖蒲村、平架村、九江村、九厥村、塘冲村、归欧村、赏方村、高山村、三团村和阳坪村。

## 中国传统村落
2012年，归欧村、九江村、平架村、三团村被评为首批“中国传统村落”。